# Kalix község
Kalix község (svédül: Kalix kommun) Svédország 290 községének egyike. 
A mai község 1967-ben jött létre.

## Települései
A községben 33 település található:
| Település    | Népesség | Megjegyzés         |
| ------------ | -------- | ------------------ |
| Kalix        |          | a község székhelye |
| Töre         |          |                    |
| Rolfs        |          |                    |
| Nyborg       |          |                    |
| Risögrund    |          |                    |
| Sangis       |          |                    |
| Karlsborg    |          |                    |
| Bredviken    |          |                    |
| Båtskärsnäs  |          |                    |
| Gammelgården |          |                    |
| Morjärv      |          |                    |
| Påläng       |          |                    |
| Målsön       |          |                    |
| Siknäs       |          |                    |
| Månsbyn      |          |                    |
| Innanlandet  |          |                    |
| Innanbäcken  |          |                    |
| Ryssbält     |          |                    |
| Sören        |          |                    |
| Storön       |          |                    |
| Stråkanäs    |          |                    |
| Vallen       |          |                    |
| Björkfors    |          |                    |
| Vånafjärden  |          |                    |
| Lappbäcken   |          |                    |
| Börjelsbyn   |          |                    |
| Granholmen   |          |                    |
| Kälsjärv     |          |                    |
| Hällfors     |          |                    |
| Vitvattnet   |          |                    |
| Åkroken      |          |                    |
| Östanfjärden |          |                    |
| Övermorjärv  |          |                    |